# Egidio Ortona
Egidio Ortona (Casale Monferrato, 16 settembre 1910 – Roma, 10 gennaio 1996) è stato un diplomatico italiano, ambasciatore per l'Italia alle Nazioni Unite (1958-61), Segretario generale del Ministero degli Esteri (1966-67) e Ambasciatore per l'Italia negli Stati Uniti. In oltre quarant'anni di attività diplomatica è stato testimone diretto dei principali avvenimenti della storia del secolo scorso e, dal dopoguerra, attento e capace interprete ed esecutore della politica estera italiana soprattutto negli Stati Uniti, dove ha trascorso gran parte della sua carriera.

## Biografia

### Primi incarichi diplomatici
Egidio Ortona entra nel corpo diplomatico-consolare nel 1932, dopo essersi laureato in giurisprudenza all'Università di Torino l'anno precedente. Prende servizio al consolato italiano al Cairo e a Johannesburg; tra il 1937 e il 1940 è segretario d'ambasciata a Londra, prima con l'ambasciatore Dino Grandi, poi con Giuseppe Bastianini.
A giugno del 1941, quando Bastianini è nominato governatore della Dalmazia, Ortona lo segue a Zara. Nel febbraio del 1943 Mussolini solleva Galeazzo Ciano dall'incarico di ministro degli Esteri e, nel succedergli ad interim, nomina Bastianini unico sottosegretario. Il neosottosegretario porta con sé, come capo della sua segreteria, Egidio Ortona, che rientra a Roma in un momento cruciale della guerra e della vita del Paese. Dopo l'armistizio Ortona è messo a capo dell'ufficio preposto ai rapporti economici con gli Alleati, con l'incarico di far da tramite tra il Ministero del Tesoro e la Commissione alleata di controllo.

### Il primo periodo negli Stati Uniti

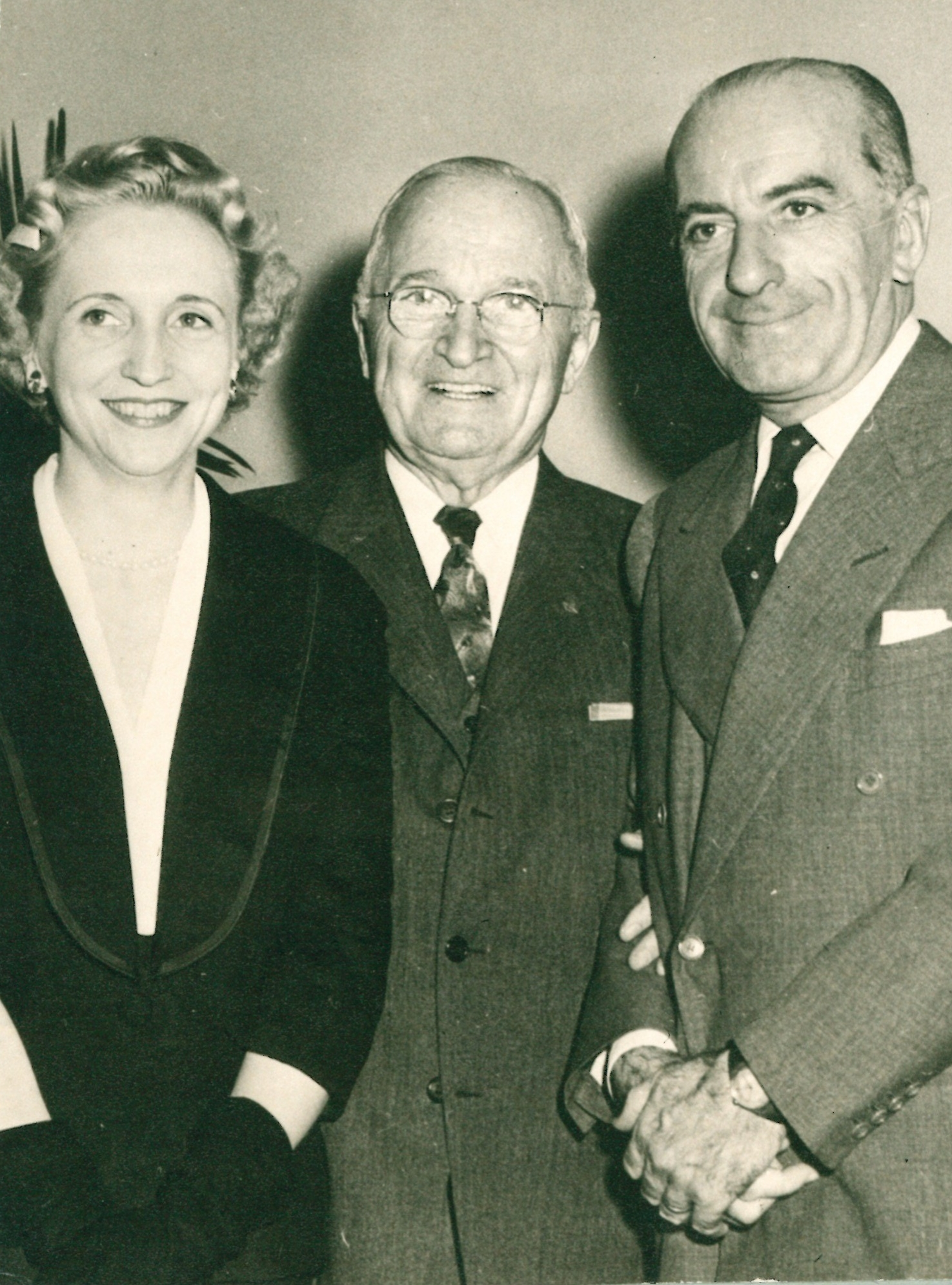
Egidio Ortona (primo a destra) con l'ex Presidente degli Stati Uniti Harry Truman e sua figlia Margaret.

Il 3 novembre 1944, una delegazione composta da Ortona, Raffaele Mattioli, Enrico Cuccia, Quinto Quintieri e Mario Morelli parte per Washington per richiedere al governo americano aiuti per l'Italia che stava avviando una faticosa ricostruzione. A missione ultimata, Egidio Ortona rimane all'ambasciata italiana negli USA, per i successivi quindici anni, ricoprendo vari incarichi con gli ambasciatori Alberto Tarchiani e Manlio Brosio e descrivendo tali vicende nei primi due volumi intitolati: Anni d'America.
Il diplomatico piemontese collabora con i suoi superiori per far comprendere, ai più alti livelli dell'establishment americano, la complicata situazione politica italiana e si fa apprezzare per equilibrio e capacità di mediazione. Sono gli anni della guerra fredda e gli americani seguono con particolare attenzione gli sviluppi della politica in Italia, per i consensi guadagnati dal Partito Comunista Italiano.
Il 14 dicembre 1955 l'Italia è ammessa all'ONU, dopo estenuanti trattative tra gli Stati Uniti e l'Unione Sovietica che, condizionando l'ingresso italiano a quello di alcuni paesi satelliti, aveva opposto per anni il suo veto. Nella stessa data fanno il loro ingresso al «palazzo di vetro» Austria, Ceylon, Laos, Spagna, Finlandia, Indonesia, Giordania, Irlanda e Portogallo per la parte occidentale e, nell'altro campo, l'Ungheria, l'Albania, la Romania e la Bulgaria. Tra il 1959 e il 1961, Ortona è a New York per rappresentare l'Italia alle Nazioni Unite.

### Gli anni alla Farnesina e il secondo periodo negli Stati Uniti
Ortona rientra in Italia nel 1961 per assumere l'incarico di direttore generale degli Affari Economici.
Nel 1966 viene nominato Segretario generale del Ministero degli Esteri, cioè la più alta carica della diplomazia italiana. La sua opera di intermediazione fu molto significativa ai fini della positiva conclusione dell'accordo tra Fiat ed Unione Sovietica che avrebbe portato alla costruzione dell'impianto AvtoVAZ nella città di Tol'jatti.
Rimane alla Farnesina in tale ruolo solo un anno. Nel 1967, Ortona è nominato dal governo Moro III ambasciatore d'Italia negli Stati Uniti d'America, ove rimane sino al termine della sua lunga carriera (1975), non trascurando di redigere il terzo volume dei suoi Anni d'America.

### Incarichi economici pubblici e privati del dopo carriera
Lasciata la carriera diplomatica, Ortona è nominato Presidente della rappresentanza italiana della Honeywell; assume poi la presidenza di Aeritalia e di  Confitarma e, dal 1987 al 1993, quella dell'ISPI (Istituto per gli Studi di Politica Internazionale).
Di particolare interesse, per un approfondimento della storia dei rapporti politico diplomatici del dopoguerra, è la ricca attività pubblicistica di Egidio Ortona, che ha lasciato nei suoi diari importanti testimonianze sull'Italia repubblicana.
Egidio Ortona muore a Roma il 10 gennaio 1996 all'età di 85 anni. Viene sepolto a Casale Monferrato dove, il 16 marzo 2007, gli vengono ufficialmente dedicati i giardini pubblici di Piazza Martiri della Libertà, situati vicino alla casa dove era nato, in corso Indipendenza.
Ad Egidio Ortona il Ministero degli affari esteri e della cooperazione internazionale ha intitolato la Sala Riunioni della Direzione Generale per la Mondializzazione.

## Opere
- Egidio Ortona, Diplomazia di guerra - Diari 1937-1943, Bologna, Il Mulino, 1993.
- Egidio Ortona, Anni d'America - La ricostruzione 1944-1951, Bologna, Il Mulino, 1984.
- Egidio Ortona, Anni d'America - La diplomazia 1953-1961, Bologna, Il Mulino, 1986.
- Egidio Ortona, Gli anni della Farnesina. Pagine del diario 1961-1967, Milano, ISPI, 1998.
- Egidio Ortona, Anni d'America – La cooperazione 1967-1975, Bologna, Il Mulino, 1989.